# 洛哈戈拉烏帕齊拉 (吉大港縣)
洛哈戈拉乌帕齐拉是孟加拉国吉大港縣的一个乌帕齐拉，位於吉大港专区的吉大港縣。。

## 人口
據1991年孟加拉國人口普查，洛哈戈拉共有戶數33,981戶，人口203,453人。其中男性佔比51.07%，女性佔比48.93%；成年人口95,617人。該地7歲以上人口之平均識字率為34.0%。